# Микуличинська сільська рада
Микуличинська сільська́ ра́да — орган місцевого самоврядування у складі Яремчанської міської ради Івано-Франківської області. Адміністративний центр — село Микуличин.

## Загальні відомості
- Територія ради: 13,854 км²
- Населення ради: 4 961 особа (станом на 2001 рік)
- Територією ради протікає річка Прут.

## Населені пункти
Сільській раді підпорядковані населені пункти:
- с. Микуличин

## Склад ради
Рада складається з 30 депутатів та голови.
- Голова ради: Стефанюк Любомир Богданович

### Депутати
За результатами місцевих виборів 2010 року депутатами ради стали:

#### За суб'єктами висування
| Суб'єкт висування | Кількість обраних депутатів | %   |
| ----------------- | --------------------------- | --- |
| Самовисування     | 30                          | 100 |

#### За округами
| № округу | Прізвище, ім'я, по батькові   | Дата визнання обраним | Освіта                    | Партійна приналежність | Відомості про обраного депутата                                                                                 |
| -------- | ----------------------------- | --------------------- | ------------------------- | ---------------------- | --- |
| 1        | Юганюк Роман Олексійович      | 05.11.2010            | Освіта середня            | позапартійний          | Охоронець ООО «Санта», охоронець                                                                                |
| 2        | Мироняк Андрій Іванович       | 05.11.2010            | Освіта вища               | позапартійний          | Яремчанський МВ УМВС інспекторвнут рішніх справ з виправних робіт, інспектор внутрішніх справ з виправних робіт |
| 3        | Симчич Віктор Дмитрович       | 05.11.2010            | Освіта середня            | позапартійний          | Івано- Франківський загін воєнізованої охорони, стрілець в Івано- Франківському загоні воєнізованої охорони     |
| 4        | Кузьмич Микола Миколайович    | 05.11.2010            | Освіта середня спеціальна | позапартійний          | пенсіонер |
| 5        | Цюпа Наталя Михайлівна        | 05.11.2010            | Освіта вища               | позапартійна           | Управління ПФ в м. Яремче, начальник                                                                            |
| 6        | Стефанюк Галина Михайлівна    | 05.11.2010            | Освіта вища               | позапартійна           | пенсіонер |
| 7        | Гуцуляк Павло Васильович      | 05.11.2010            | Освіта вища               | позапартійний          | приватний підприємець                                                                                           |
| 8        | Мельник Мирослава Іванівна    | 05.11.2010            | Освіта незакінчена вища   | позапартійна           | Микуличинська сільська рада, спеціаліст I категорії                                                             |
| 9        | Скірчук Василь Петрович       | 05.11.2010            | Освіта вища               | позапартійний          | приватний підприємець                                                                                           |
| 10       | Мотрук Руслан Іванович        | 05.11.2010            | Освіта середня            | позапартійний          | приватний підприємець                                                                                           |
| 11       | Стефурак Василь Михайлович    | 05.11.2010            | Освіта середня спеціальна | позапартійний          | приватний підприємець                                                                                           |
| 12       | Мироняк Юрій Іванович         | 05.11.2010            | Освіта вища               | позапартійний          | КНПП, начальник                                                                                                 |
| 13       | Стефурак Юрій Михайлович      | 05.11.2010            | Освіта вища               | позапартійний          | Женецьке лісництво, майстер з охорони природи                                                                   |
| 14       | Мироняк Василь Іванович       | 14.11.2010            | Освіта середня спеціальна | позапартійний          | КНПП Яблуницьке ПОНДВ, майстер охорони природи                                                                  |
| 15       | Григорчук Василь Петрович     | 05.11.2010            | Освіта середня            | позапартійний          | Ямнянське лісництво, майстер з охорони природи                                                                  |
| 16       | Бакайчук Михайло Васильович   | 05.11.2010            | Освіта середня спеціальна | позапартійний          | Навчальновиробничийкомбінат, майстер виробничої їзди                                                            |
| 17       | Лейб'юк Михайло Петрович      | 05.11.2010            | Освіта середня спеціальна | позапартійний          | приватний підприємець                                                                                           |
| 18       | Томашевська Оксана Михайлівна | 05.11.2010            | Освіта середня            | позапартійна           | Микуличинськасільська рада, діловод                                                                             |
| 19       | Попович Роман Юрійович        | 05.11.2010            | Освіта вища               | позапартійний          | Поляницьке лісництво, майстер лісу                                                                              |
| 20       | Буратчук Юрій Петрович        | 05.11.2010            | Освіта вища               | позапартійний          | приватний підприємець                                                                                           |
| 21       | Попович Петро Васильович      | 05.11.2010            | Освіта вища               | позапартійний          | КНПП, заступник начальника                                                                                      |
| 22       | Калинчук Тарас Васильович     | 05.11.2010            | Освіта вища               | позапартійний          | приватний підприємець                                                                                           |
| 23       | Юркевич Ростислав Васильович  | 05.11.2010            | Освіта незакінчена вища   | позапартійний          | Підприємець Юркевич В. В., найманий працівник                                                                   |
| 24       | Вередюк Юліан Юрійович        | 05.11.2010            | Освіта вища               | позапартійний          | КНПП, майстер дільниці лісокористування                                                                         |
| 25       | Мироняк Богдан Васильович     | 05.11.2010            | Освіта середня спеціальна | позапартійний          | приватний підприємець                                                                                           |
| 26       | Андрійків Богдан Михайлович   | 05.11.2010            | Освіта вища               | позапартійний          | Кремінецьке лісництво, лісничий                                                                                 |
| 27       | Куртяк Юрій Юрійович          | 05.11.2010            | Освіта середня            | позапартійний          | Підліснівське лісництво, майстер з охорони природи                                                              |
| 28       | Дожук Мар'яна Михайлівна      | 05.11.2010            | Освіта середня спеціальна | позапартійна           | Татарівська СЛА, медична сестра                                                                                 |
| 29       | Кулик Людмила Богданівна      | 05.11.2010            | Освіта вища               | позапартійна           | тимчасово не працює                                                                                             |
| 30       | Полінка Марія Миколаївна      | 05.11.2010            | Освіта середня спеціальна | позапартійна           | Готель «Водос пад», покоївка                                                                                    |